# Ctenichneumon syphax
Ctenichneumon syphax är en stekelart som först beskrevs av Cresson 1864.  Ctenichneumon syphax ingår i släktet Ctenichneumon och familjen brokparasitsteklar. Inga underarter finns listade i Catalogue of Life.